# Call on Me (Eric Prydz)
Call on Me è un singolo del DJ svedese Eric Prydz, pubblicato il 13 settembre 2004.

## Descrizione
Il brano contiene un campionamento di Valerie, brano di Steve Winwood del 1982 tratto dall'album Talking Back to the Night. Dopo averne realizzato una demo, Prydz ha presentato la traccia a Winwood, il quale è rimasto impressionato dal lavoro svolto dal DJ e ha quindi deciso di registrare nuovamente la parte campionata, per renderla maggiormente compatibile con il resto della produzione.

## Video musicale
Il video musicale è stato diretto da Huse Monfardi ed è ispirato alla pellicola del 1985 Perfect di James Bridges, con protagonisti John Travolta e Jamie Lee Curtis. Presenta una lezione di aerobica all'interno di una palestra, in cui vengono eseguiti passi e movimenti molto sensuali. Nel mentre l'istruttrice del gruppo, interpretata dalla ballerina australiana Deanne Berry, mostra un atteggiamento molto ammiccante nei confronti dell'unico uomo della classe, interpretato dall'attore e cantante argentino Juan Pablo Di Pace.
Nel video, oltre alla Berry, compaiono le ballerine britanniche Laura More, Franky Wedge, Laura Jayne Smith, Rosy Hawkins e Laura Bowley.
La rivista Vice lo ha definito come il «video più sexy di sempre», mentre NME lo ha posizionato quinto nella lista delle 50 clip più brutte di sempre.

## Tracce
CD
1. Call on Me (Radio Edit) – 2:51
2. Call on Me (Eric Prydz vs. Retarded Funk Mix) – 7:34

CD Maxi
1. Call on Me (Radio Edit) – 2:51
2. Call on Me (Eric Prydz vs. Retarded Funk Mix) – 7:34
3. Call on Me (JJ Stockholm Club Mix) – 7:51
4. Call on Me (Filterheadz Remix) – 7:07
5. Call on Me (Red Kult Dub Pass 2 Mix) – 7:53
6. Call on Me (Video) (Dirty Version)

DVD
1. Call on Me (Video) (Daytime Version)
2. Call on Me (Video) (Late Night Version)
3. Call on Me (Radio Edit) – 2:51
4. Call on Me (Eric Prydz vs. Retarded Funk Mix) – 7:34
5. Photo gallery

Download digitale
1. Call on Me (Radio Edit) – 2:51
2. Call on Me (Eric Prydz vs. Retarded Funk Mix) – 7:34

## Successo commerciale
Call on Me ha debuttato al vertice della Official Singles Chart britannica nella pubblicazione del 25 settembre 2004, divenendo il primo singolo di Prydz a raggiungere questo traguardo. Dopo quattro settimane al numero uno, è stato spodestato da Radio di Robbie Williams, salvo poi ritornare in vetta nella classifica del 23 ottobre successivo: in tale settimana ha venduto soltanto 23 519 copie, guadagnandosi il titolo di singolo al primo posto con il minor numero di copie vendute.

## Classifiche

### Classifiche settimanali
| Classifica (2004-05) | Posizione massima |
| -------------------- | ----------------- |
| Australia            | 2                 |
| Austria              | 1                 |
| Belgio (Fiandre)     | 4                 |
| Belgio (Vallonia)    | 13                |
| Danimarca            | 2                 |
| Europa               | 1                 |
| Finlandia            | 4                 |
| Francia              | 1                 |
| Germania             | 1                 |
| Grecia               | 2                 |
| Irlanda              | 1                 |
| Norvegia             | 1                 |
| Nuova Zelanda        | 38                |
| Paesi Bassi          | 10                |
| Regno Unito          | 1                 |
| Repubblica Ceca      | 2                 |
| Romania              | 4                 |
| Spagna               | 10                |
| Svezia               | 1                 |
| Svizzera             | 1                 |

### Classifiche di fine anno
| Classifica (2004) | Posizione |
| ----------------- | --------- |
| Australia         | 46        |
| Austria           | 18        |
| Belgio (Fiandre)  | 60        |
| Europa            | 9         |
| Francia           | 88        |
| Germania          | 12        |
| Irlanda           | 10        |
| Paesi Bassi       | 85        |
| Regno Unito       | 4         |
| Svezia            | 24        |
| Svizzera          | 34        |
| Classifica (2005) | Posizione |
| Austria           | 71        |
| Belgio (Vallonia) | 89        |
| Francia           | 20        |
| Germania          | 71        |
| Regno Unito       | 199       |
| Romania           | 91        |
| Svezia            | 66        |
| Svizzera          | 36        |

### Classifiche di fine decennio
| Classifica (2000-09) | Posizione |
| -------------------- | --------- |
| Germania             | 84        |